# Austin Motor Company

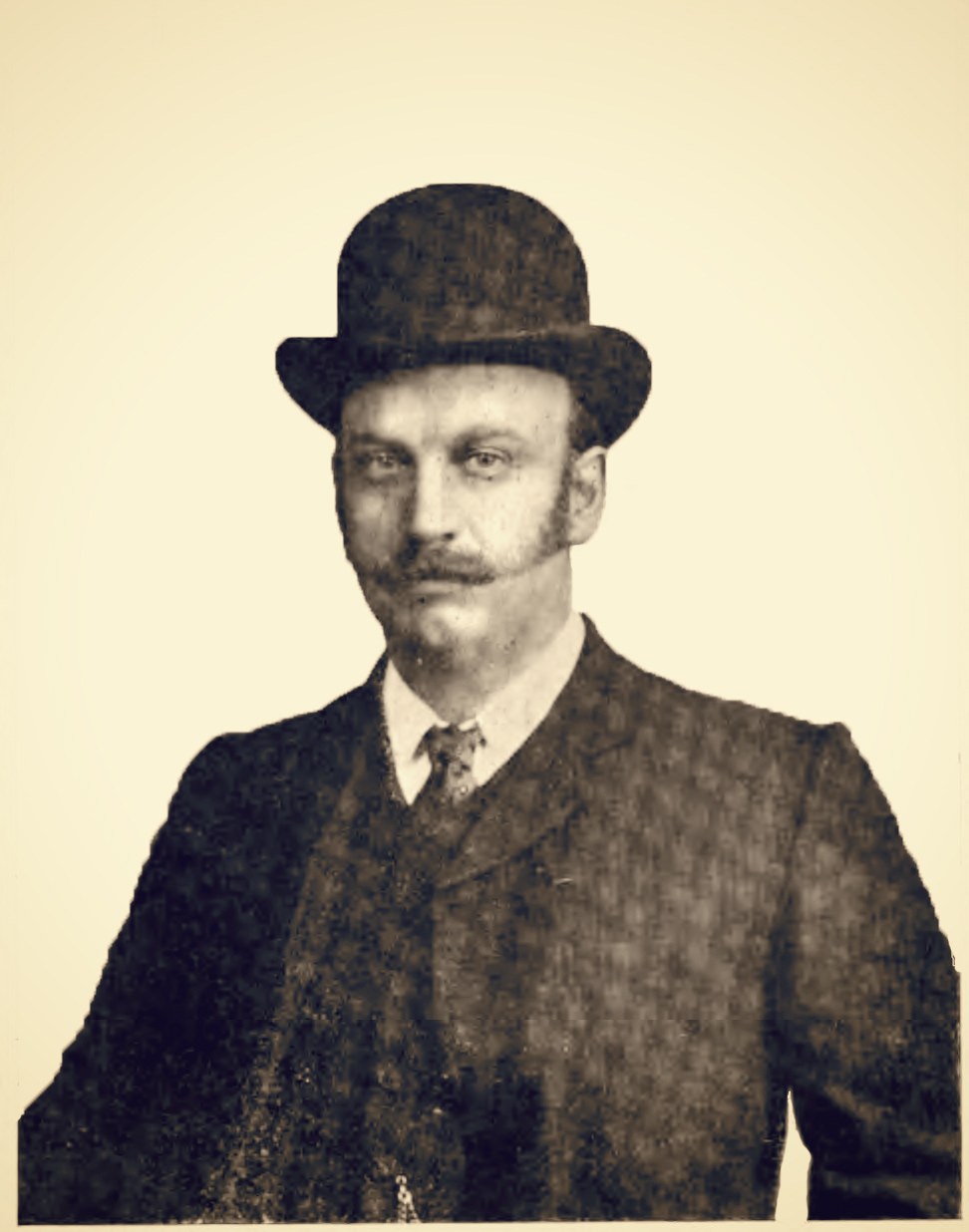
Herbert Austin in 1905

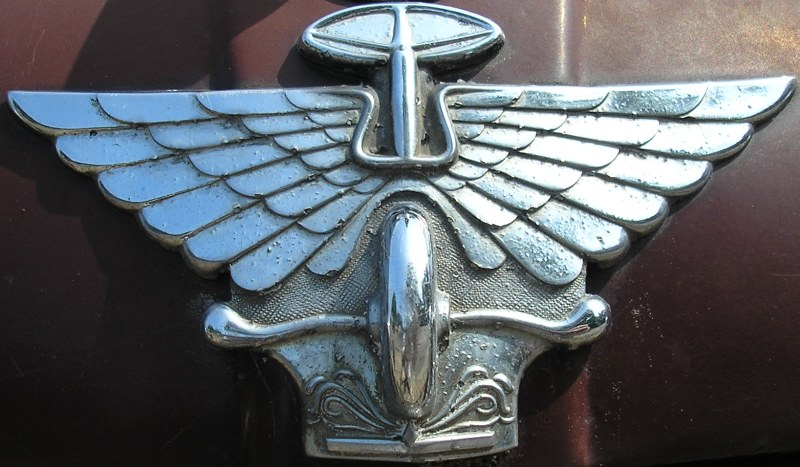
Motorkapornament, de vleugels boven en de stofwolken onder de autoband symboliseren snelheid

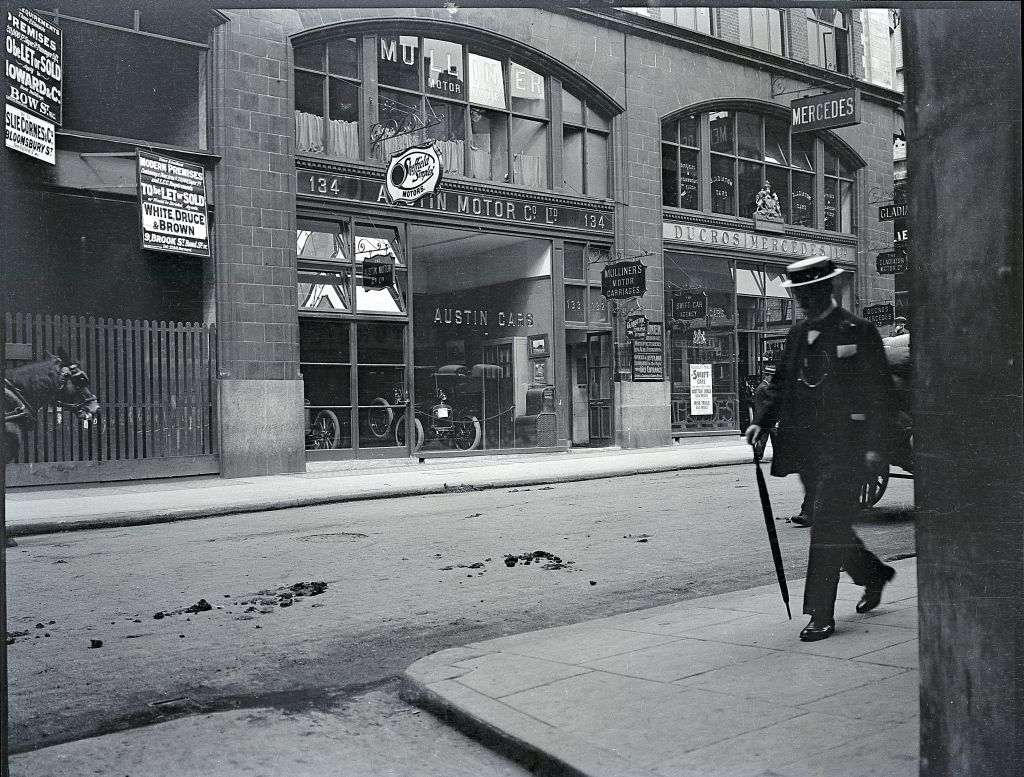
Austin Motors showroom, Long Acre, London, circa 1910

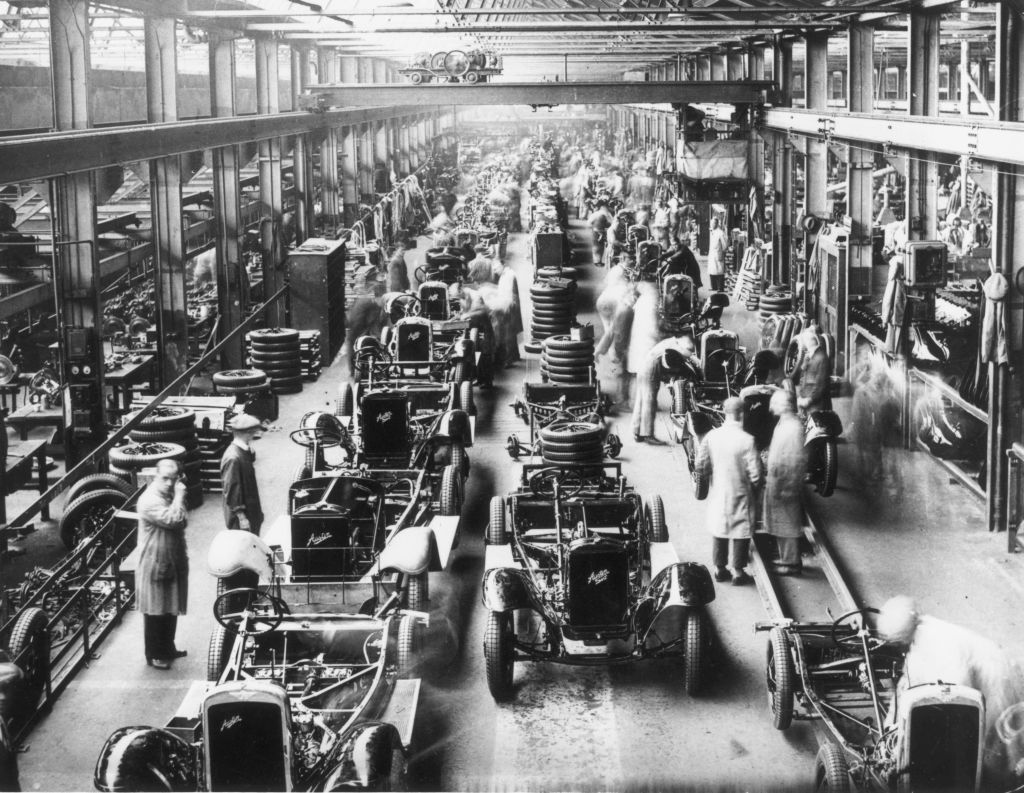
Austin Longbridge fabriek

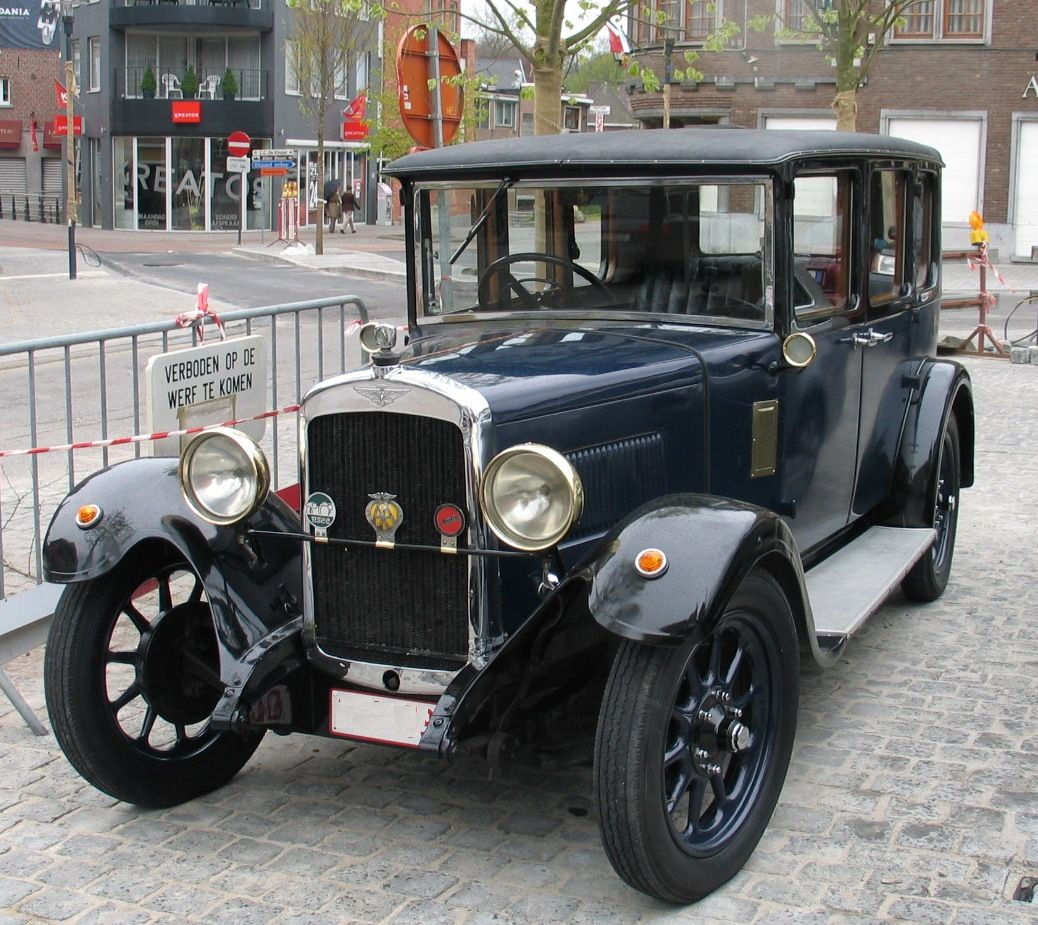
Een Austin 16 uit 1934

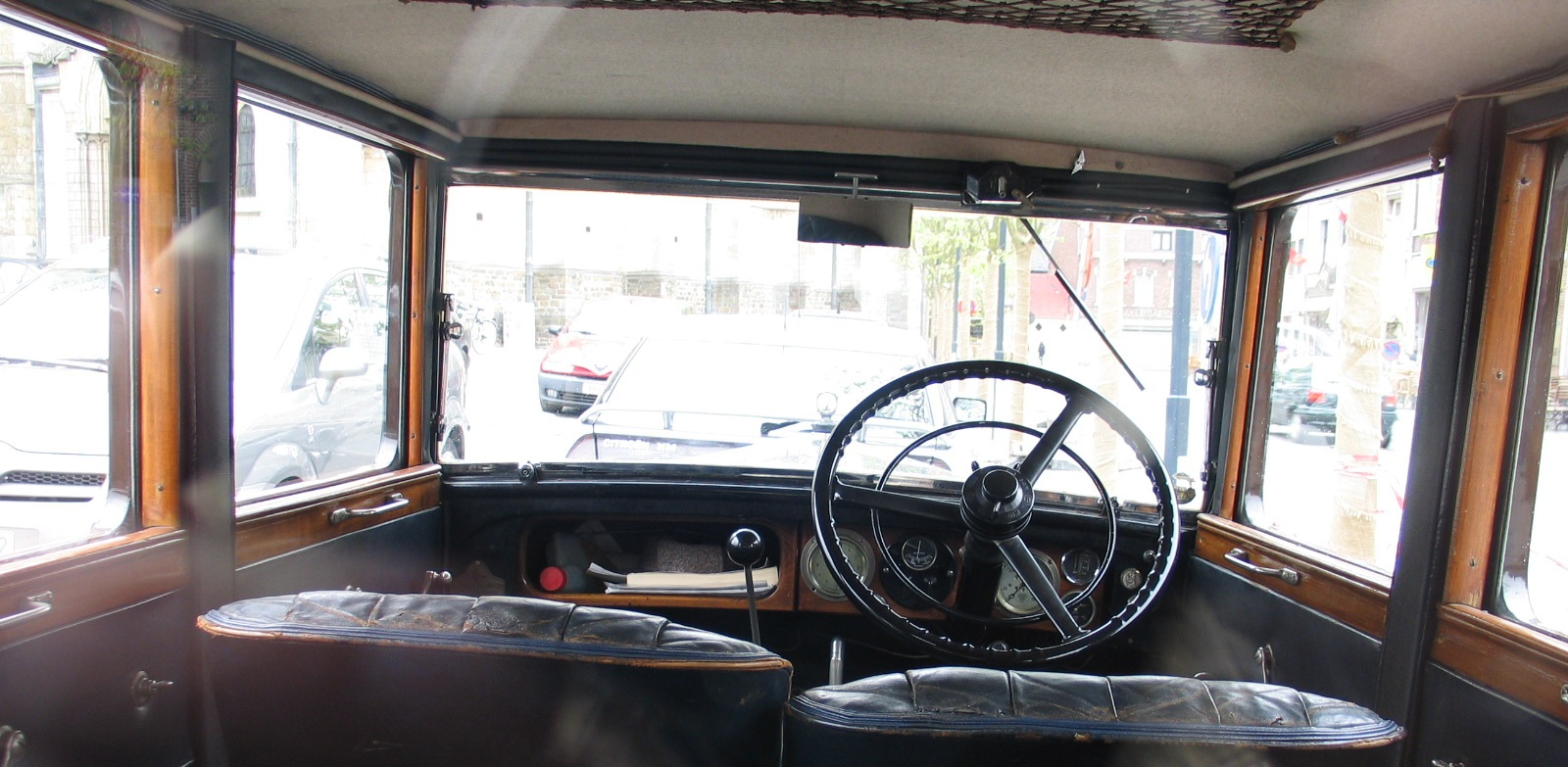
Interieur van de Austin 16

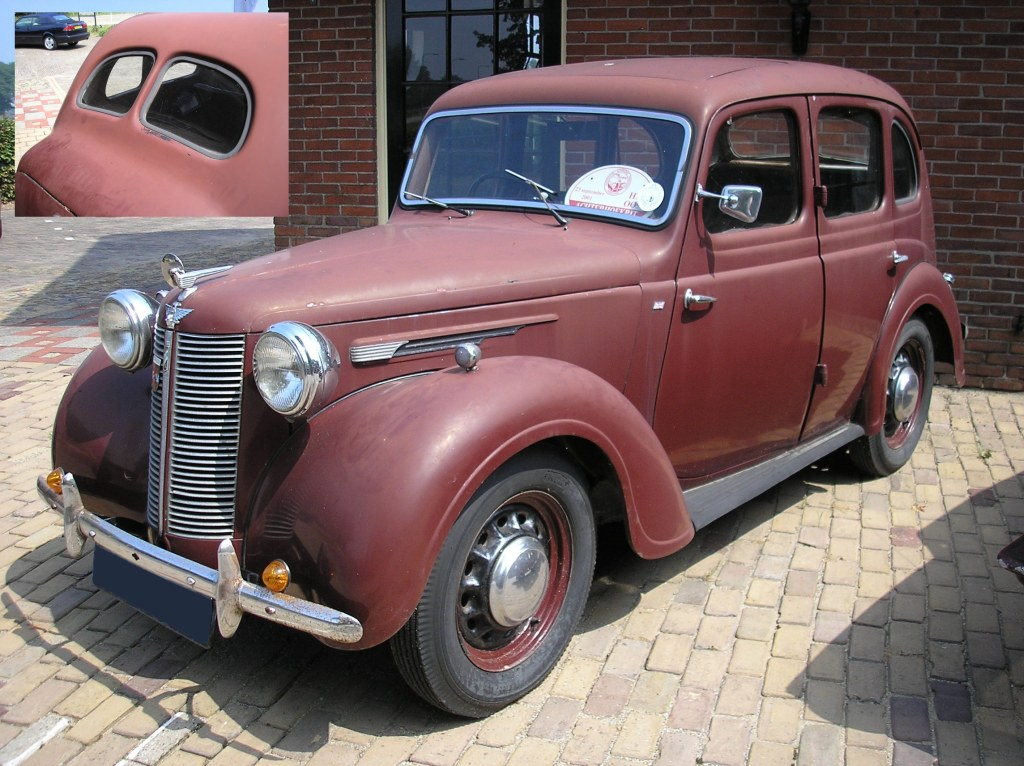
Austin Ten (1946)

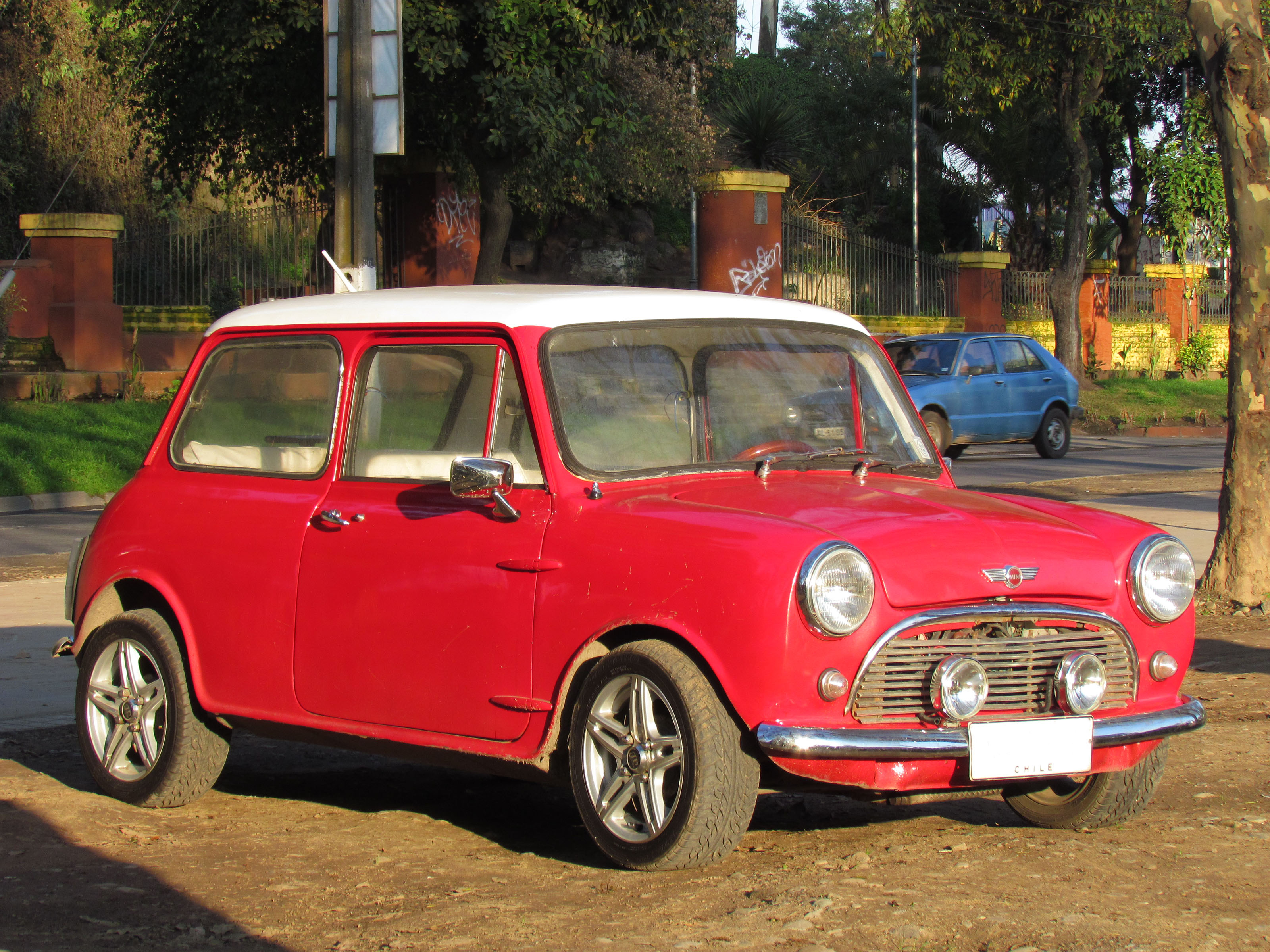
Austin Mini

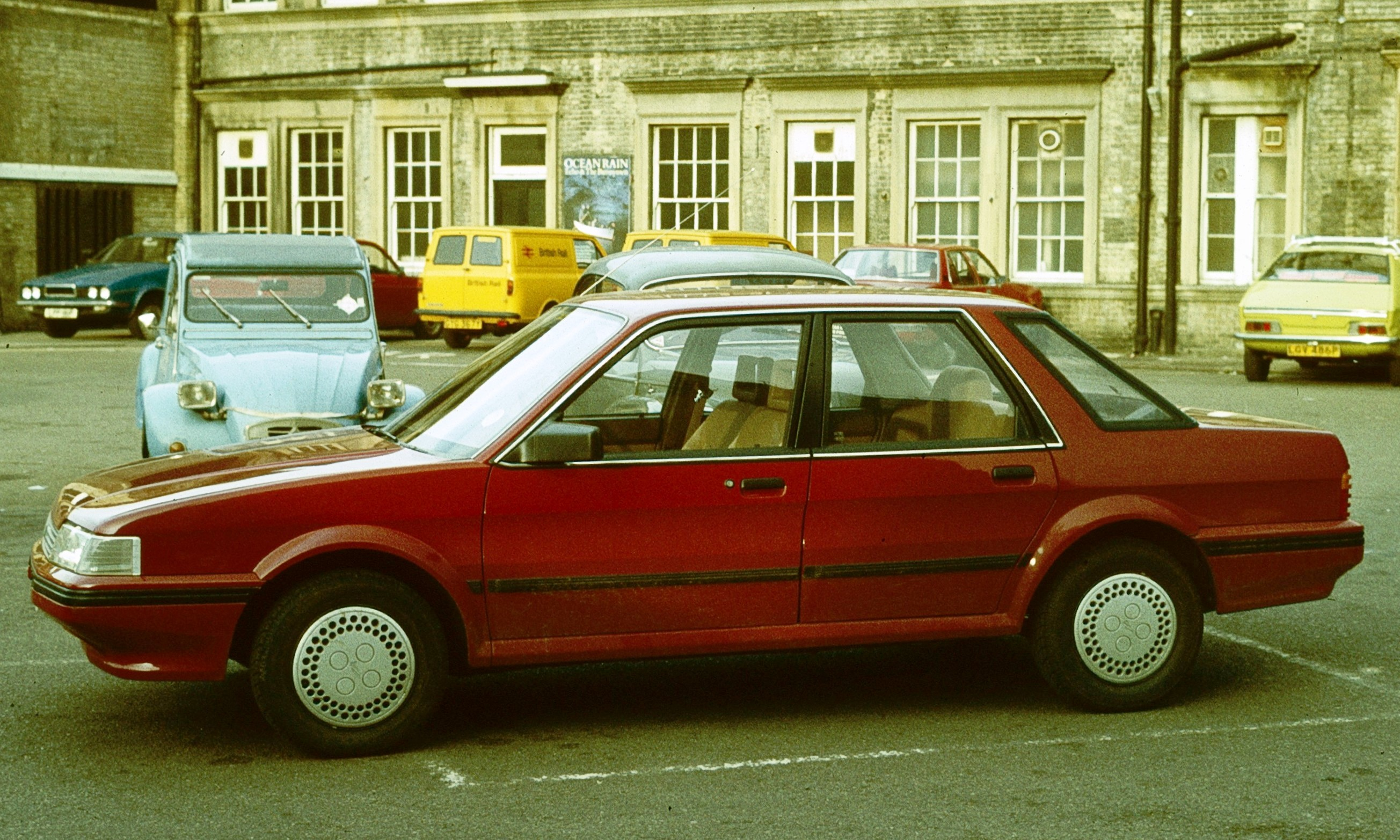
Austin Montego

Austin was van 1905 tot 1987 een Brits automerk, oorspronkelijk van The Austin Motor Company Ltd. in Longbridge, Birmingham, Engeland. Het merk fuseerde met Morris in 1952 tot de British Motor Corporation (BMC), die in 1968 fuseerde met Leyland Motors tot British Leyland (BL), dat in 1982 werd omgevormd tot de Austin-Rover Group.

## Geschiedenis
Herbert Austin werd in 1866 als boerenzoon geboren in Little Missenden in Buckinghamshire. Met een oom trok hij naar Australië, waar hij werkte als leerling in de metaalgieterij. Later ontmoette hij in Australië Frederick York Wolseley. Wolseley was onder de indruk van de Brit en leende hem geld. In zijn leerlingsjaren had hij een behoorlijke technische ervaring en ontwikkelde een tondeuse voor het schapenscheren. Nadat hij daar een aantal octrooien op had gekregen ging hij in 1893 terug naar het Verenigd Koninkrijk. Hij was toen al getrouwd met een Australische, met wie hij drie kinderen had.
In de fabriek van de met hem meegekomen Wolseley in Birmingham vervaardigde men scheermachines, werktuigen voor in de fabriek en fietsen. In 1895 construeerde Austin een automobiel, de eerste Wolseley. Het was min of meer een gemotoriseerde driewielige fiets. Hij verliet de Wolseley Motor Company en richtte in 1905 zijn eigen Austin Motor Company op. In het jaar 1906 maakte hij 100 auto's en vanwege de aanhoudende vraag werd in 1910-1911 de capaciteit fors uitgebreid naar zo'n 1000 auto's per jaar. Verder ging Austin ook motoren bouwen voor vaartuigen, in samenwerking met Saunders Company. In februari 1914 werd het bedrijf een naamloze vennootschap en een aandelenemissie bracht £ 250.000 aan nieuwe kapitaal in. In 1914 had hij 2000 werknemers en maakte al meer dan 1000 auto's per jaar.
De vraag naar auto's daalde sterk door de start van de Eerste Wereldoorlog. De omschakeling naar de productie van oorlogsmaterieel ging niet eenvoudig maar in het najaar van 1915 was de transformatie voltooid. In de oorlogsjaren werden miljoenen granaathulzen gemaakt, net als duizenden vrachtwagens, kanonnen, ziekenwagens en pantservoertuigen. Er werkten op het hoogtepunt ongeveer 22.000 arbeiders in de fabrieken van Austin en er werden ook nog eens 3000 Belgische vluchtelingen opgevangen. Er was een enorm gebrek aan woonruimte en Herbert Austin besloot honderden prefab-woningen in de Verenigde Staten aan te schaffen. Deze werden naar Engeland verscheept en een nieuwe woonwijk, Austin Village, was het resultaat.
In 1922 werd de eerste Austin Seven gemaakt. Deze auto werd in licentie gemaakt door onder meer het Duitse BMW, het Franse Rosengart, het Japanse Datsun en het Amerikaanse Bantam. Van 1919 tot 1924 zetelde Austin in het Lagerhuis. In 1925 bestond het bedrijf 20 jaar, de productie was gestegen naar zo'n 25.000 voertuigen per jaar en er waren zo'n 8000 medewerkers. Omstreeks 1925-1926 is een fusie met Morris besproken, maar William Morris wilde er niet aan. In dezelfde tijd toonde General Motors ook interesse, het was gesprekken aangegaan om Austin Motor of Vauxhall Motors over te nemen. De keuze viel op de laatste. In 1928 waren de verkopen in de thuismarkt zo'n £ 3,9 miljoen en in het buitenland £ 0,9 miljoen. Er werden dat jaar vier modellen geleverd, de Seven, Twelve, Sixteen en Twenty. Deze werden in diverse uitvoeringen geleverd.
Hij kreeg in 1936 de titel van Baron Austin of Longbridge in the City of Birmingham. Hij overleed in 1941.
Na de oorlog werd Leonard Lord directeur van het bedrijf. Men bouwde onder meer verschillende varianten A40 (viercilinder, 1200 cc) en A60 (viercilinder, 1622 cc), die vrij populair waren in die tijd. In 1952 werd Austin op initiatief van Lord eigenaar van het automerk Donald Healey. De productie werd verplaatst van Warwick naar de Austin-fabriek in Longbridge. Onder de merknaam Austin-Healey werden sportieve auto's geproduceerd tot 1972.
In 1952 fuseerde Austin Motor Company met rivaal Morris Motors en de twee gingen verder samen als British Motor Corporation (BMC). William Morris was de eerste voorzitter, maar hij ging al snel met pensioen. Leonard Lord nam zijn positie over.
Na de dreigende energiecrisis - door de Suezcrisis in 1956 - vroeg Lord aan Alec Issigonis, de geestelijke vader van de Morris Minor, een zuinige kleine auto te ontwerpen. Dit werd de Mini, verkocht bij Austin als de Austin Seven. De ideeën die bij deze auto werden opgedaan, zoals de voorwielaandrijving en de dwars geplaatste motor, werden overgenomen in de grotere Austin 1100, Austin 1800, de Maxi en later ook de Allegro en Metro.
In 1982 werd British Leyland hernoemd in The Rover Group plc. Austin diende in deze constructie als 'budgetmerk', maar aanhoudende kwaliteitsproblemen deden het merk de das om. De laatste Austin liep in 1987 van de band. De Maestro en Metro gingen verder als MG en Rover. De fabriek in Longbridge bleef in bedrijf tot het faillissement van Rover in 2005. Het was toen nog de enige Roverfabriek.

## Geproduceerde typen
- Austin A125 Sheerline
- Austin A135 Princess
- Austin Allegro
- Austin Apache/Victoria
- Austin 1100 Glider (BMC ADO16)
- Austin 1800
- Austin AS3
- Austin A30
- Austin A35
- Austin A40 Somerset
- Austin A40 Farina
- Austin Cambridge
- Austin Champ
- Austin Gipsy
- Austin Healey Sprite MK III
- Austin Healey 3000
- Austin K2
- Austin K5
- Austin Maestro
- Austin Maxi
- Austin Metro
- Austin Montego
- Austin Seven (Mini)
- Austin Seven Cooper & Cooper "S" (Mini Cooper)

Austin als merknaam stopte in 1987, geen van bovenstaande auto's wordt nog gemaakt. Veel exemplaren zijn in handen van verzamelaars.

## Naslagwerk
- (en)  Lambert, Z.E. en Wyatt R.J. Lord Austin: The Man, Sidgwick & Jackson, London, 1968